# Helmstorf
Helmstorf est une commune allemande du Schleswig-Holstein, située dans l'arrondissement de Plön, à deux kilomètres au sud de la ville de Lütjenburg. Helmstorf fait partie de l'Amt Lütjenburg qui regroupe 15 communes autour de la ville du même nom.